# Ад каннибалов 3
Затерянный мир каннибалов (англ. Last Cannibal World; итал. Ultimo mondo cannibale) — фильм ужасов итальянского режиссёра Руджеро Деодато, снятый в псевдодокументальной манере. Второе название Ад каннибалов 3.
«Затерянный мир каннибалов» предшественник фильма «Ада каннибалов», снятый так же Деодато, но не связанный с ним сюжетно. В 1985 году вышел фильм «Ад каннибалов 4. Режь и беги!», имеющий аналогичное отношение к «Аду каннибалов» 1980 года.
Кинокритик Майк Брэкен назвал фильм жемчужиной популярного итальянского поджанра фильмов о каннибалах, отдельно отметив работу оператора и режиссера. Кинокритик Дэйв Синделар характеризует фильм как гротескный и мерзкий.

## Описание
Сюжет фильма строится вокруг судьбы Роберта Харпера (Массимо Фоски), пытающегося сбежать с острова в джунглях, населенного местным племенем каннибалов.

## В ролях
- Массимо Фоски
- Ми Ми Лай
- Иван Рассимов
- Шейк Разак Шикур
- Джуди Росли
- Сулейман
- Шамси
- Уильям Киль

## Съёмочная группа
- Режиссёр: Руджеро Деодато
- Продюсеры:
  - Джорджо Карло Росси
- Сценарист: Ренцо Джента
- Оператор: Марселло Машиокки
- Композитор: Убальдо Континелло
- Монтажёр: Даниеле Алабизо
- Художник: Массимо Антонелло Геленг